# Yat-Kha
Yat-Kha (russisch Ят-Ха, transkribiert Jat-Cha) ist eine Band aus Tuwa, die Sänger und Gitarrist Albert Kuwesin (Gründungsmitglied von Huun-Huur-Tu) zusammen mit dem russischen Avantgarde-Komponisten und elektronischen Musiker Iwan Sokolowski 1991 in Moskau gegründet hat. Yat-Kha spielten anfangs eine Mischung traditioneller tuwanischer Musik mit elektronischer Musik, später mit moderner Rockmusik und Post-Punk, die sich besonders durch Kuwesins tiefen Kehlgesang (Kargyraa, Kanzat Kargyraa) auszeichnet.

## Bandgeschichte
Kuwesin und Sokolowski verwoben traditionelle tuwinische Volksmusik mit westlichen Rhythmen und elektronischen Effekten. Nach einigen Touren und Festival-Auftritten tauften sie das Projekt „Yat-Kha“ nach der mongolischen Wölbbrettzither yatga, die Kuwesin neben der Gitarre  spielt. Yat-Kha ist aber auch ein ironischer tuwinischer Slangausdruck für Tuwa in der Sowjetzeit, der so viel wie „armes Schwein“ oder „kleiner (dummer) Bruder“ bedeutet. 1993 veröffentlichten sie ihr Debütalbum bei Genera.
Nach dieser Veröffentlichung trennten sich Kuwesins und Sokolowskis Wege.
Kuwesin verfolgte das Projekt jedoch weiter. Mit dem Weggang Sokolowskis erfolgte ein deutlicher Stilwechsel: Die elektronischen Elemente verschwanden vollständig. Kuwesin tat sich mit anderen Musikern zusammen, die sowohl tuwinische als auch klassische Rock-Instrumente  spielten. Yat-Khas Musik lässt sich seitdem als Crossover von tuwinischer Folklore und Rock beschreiben. 

1995 wurde mit Yenisei-Punk das erste Album als Band veröffentlicht. Auf der ursprünglichen Version des Albums singt nur Kuwezin Kargyraa, den tuwinischen Untertongesang. Zwei Jahre später wurde eine um zwei Stücke erweiterte Fassung des Albums veröffentlicht, auf denen mit Kan-ool Mongushs Gesang auch Sygit, der tuwinischen Obertongesang zu hören ist. Unter Ausschluss der letzten beiden Studioalben, auf denen kein Obertongesang zu hören ist, sollte die Kombination beider Gesangsstile  mit wechselnden Obertonsängern und -sängerinnen bis heute beibehalten werden.
1996/1997 war die Band „Hauptdarsteller“ in dem von Gerd Conradt und Daniela Schulz auf dem 27. Internationalen Forum des jungen Films der Berlinale vorgestellten Film Dyngyldai. Das darin beinhaltete gleichnamige Musikvideo gewann im selben Jahr den ersten Preis „Best Low Budget Video“ auf der MIDEM in Cannes. 

Unter wechselnden Besetzungen folgten mit Dalai Beldiri (1999) und Aldyn Dashka (2000) sowie mit In Europe Live 2001 Bootleg zwei Studioalben und ein Livealbum. Als langjährigstes Bandmitglied nach Kuwezin ist der Schlagzeuger Jewgenij Tkatschow hervorzuheben, der seit dem Album Dalai Beldiri Teil der Band war.  

In den Jahren 2000–2003 begleitete die Band  den Stummfilm Sturm über Asien (1928) mit einem eigenen Soundtrack auf mehreren Live-Veranstaltungen in den USA und Europa. 

Mit tuva.rock wurde 2003 ein deutlich härteres Album veröffentlicht, das Metal-Elemente enthält. Während auf den vorigen Alben nur auf Tuwinisch und Russisch gesungen wurde, hört man hier auch erstmals englischen Gesang. 2005 erschien unter dem Namen Re-Covers ein Album, das ausschließlich aus Coverversionen  von Stücken unterschiedlicher Musikarten, darunter Rock, Country und Reggae, besteht. Auf der anschließenden Tour entstand das Livealbum Bootleg 2005.  Auf dem 2007 erschienenen Best-Of-Album Time freeze der britischen Band Asian Dub Foundation ist mit dem Stück Siberian Slengteng eine Kollaboration mit Yat-Kha zu hören. 2010 nahm Kuwesin mit britischen Musikern auf der schottischen Insel Jura das Album Poets and Lighthouses auf. Obwohl er als einziges Mitglied der Band auf dem Album zu hören ist, wurde das Album unter dem Namen Albert Kuvezin & Yat-Kha veröffentlicht. Im selben Jahr erschien die Best-of-Kompilation The ways of nomad. Es folgte das Livealbum Live At "Stray Dog Club", das 2011 aufgenommen und 2015 veröffentlicht wurde. Eine auch live aufgenommene Single erschien im Jahre 2018.
Tkatschow verließ im Januar 2019 die Band. 2021 erschien das Unplugged-Album We Will Never Die, das in Deutschland aufgenommen wurde. Pandemiebedingt waren nur Albert Kuwesin und Scholban Mongusch  am Album beteiligt.
Während der gesamten Bandgeschichte gab es eine Beteiligung von Albert Kuwesin bei zahlreichen Veröffentlichungen anderer Bands, u. a.:
- auf dem Stück Shut Out the Devil with Your Own Voice des Albums Hot Sounds from the Arctic des russischen Jazz-Musikers Wladimir Petrowitsch Resizki (1994)[5]
- beim Audio-Art Projekt Earborn (1996)
- beim Album Duren der russischen Rockband Alisa (1997)
- zusammen mit Aldyn-ool Sevek von Yat-Kha beim Album Vihma der finnischen Band Värttinä (1998)
- auf dem Album Города, где после дождя дымится асфальт der russischen Band Неприкасаемые (1998)
- zusammen mit Radik Tiuliush von Yat-Kha auf den Stücken Amba und Manusoloni des Albums Love Trap der tamilisch-britischen Sängerin  Susheela Raman  (2003)[6][7]
- auf dem Stück The Absolute des Albums Flight of a Dying Sun der norwegischen Metalcore-Band Purified in Blood (2012)[8]
- auf dem Stück A Voice Has Power des Albums Addis to Omega des äthiopisch-britischen Projekts Dub Colossus (2014)[9]
- beim gemeinsamen Album Agitator mit der tuwinischen Band Hartyga[10]
- auf dem Stück The Bee des Albums Queen of Time der finnischen Metalband Amorphis (2018)[11].
- auf dem Album Hörspiel des Projektes Blabbermouth (2019). (Blabbermouth besteht aus Lu Edmonds und Mark Roberts. Ersterer war auch in der Vergangenheit Mitglied von Yat-Kha und Gastmusiker auf zwei Alben, vergleiche Infobox rechts.)[12]
- auf zwei Stücken des Albums Giant Steppes von Dennis Rea (2021)[13].

Jewgenij Tkatschow wiederum  veröffentlichte unter dem Namen Opycham die Soloalben S.t.i.h.i. (2008), Mantra (2013), New-age.om (2015), Kudesa (2018) und  Where To Find Peace Of Mind (2021).

## Veröffentlichungen
LP = Album, Si = Single, S = Studioaufnahme, L = Liveaufnahme, K = Kompilation
| Titel                                        | Jahr | LP | Si | S | L | K | Anmerkung |
| -------------------------------------------- | ---- | -- | -- | - | - | - | --- |
| Antropophagia                                | 1993 | X  |    | X |   |   | auch als Kassette mit dem Titel Khan Party erschienen sowie als remasterte Version mit dem NamenTundra's Ghosts (1995)                                                                            |
| Yenisei Punk                                 | 1995 | X  |    | X |   |   | 1997 remastert und mit zwei Bonustracks wiederveröffentlicht |
| Dalai Beldiri                                | 1997 | X  |    | X |   |   | |
| Aldyn Dashka                                 | 2000 | X  |    | X |   |   | |
| Bootleg – Live in Europe 2001                | 2002 | X  |    |   | X |   | Live aufgenommen auf Konzerten in Frankreich, Estland, Belgien und Ungarn im Mai – August 2001 |
| tuva.rock                                    | 2003 | X  |    | X |   |   | |
| Re-Covers                                    | 2005 | X  |    |   |   |   | als Albert Kuvezin & Yat-Kha veröffentlicht |
| Bootleg II – Live In Europe 2005             | 2005 | X  |    |   | X |   | Live aufgenommen auf Konzerten in Frankreich und London 2005 |
| Live at Meltdown festival in London 2005     | 2010 | X  |    |   | X |   | |
| Poets and Lighthouses                        | 2010 | X  |    | X |   |   | Auch wenn das Album als Albert Kuvezin & Yat-Kha veröffentlicht wurde, ist Kuwesin als einziger Musiker von Yat-Kha auf dem Album zu hören. Es wurde von ihm mit britischen Musikern aufgenommen. |
| The ways of nomad (Best of)                  | 2010 | X  |    | X | X | X | Die Kompilation enthält Stücke aus den Alben Yenisei Punk, Aldyn Dashka, Bootleg – Live in Europe 2001 und tuva.rock.                                                                             |
| Live at The Stray Dog                        | 2015 | X  |    |   | X |   | Live aufgenommen in Novosibirsk im März 2011 |
| In-A-Gadda-Da-Vida / Love Will Tear Us Apart | 2018 |    | X  |   | X |   | Live aufgenommen in Brachwitz (Sachsen-Anhalt) am 11. November 2017, limitiert auf 300 Exemplare                                                                                                  |
| We Will Never Die                            | 2021 | X  |    | X |   |   | |

## Preise und Auszeichnungen

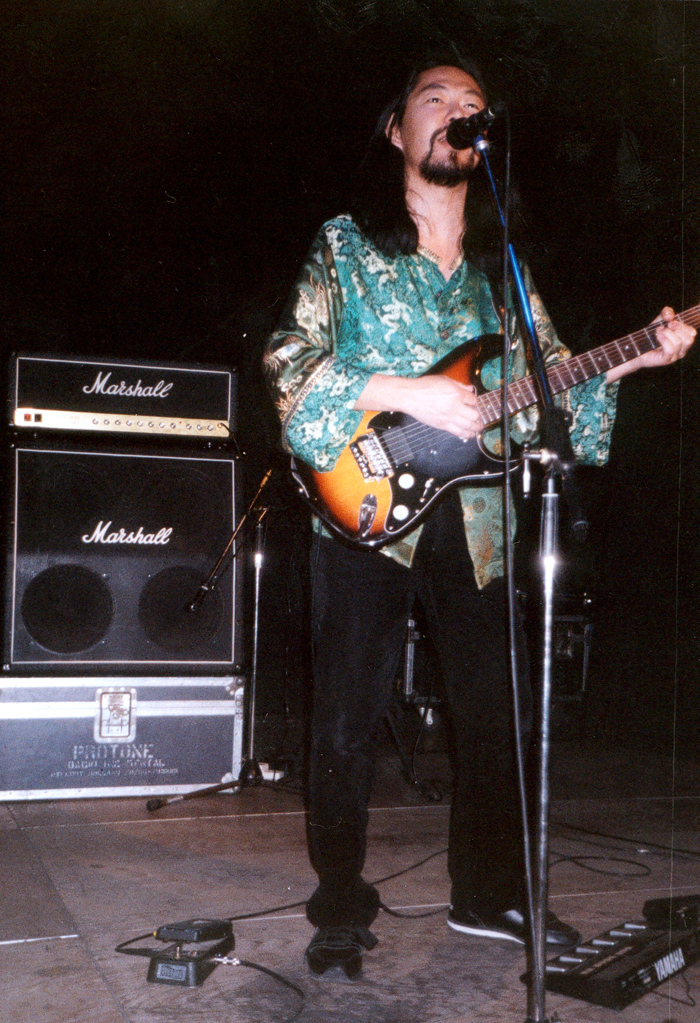
Albert Kuwesin im Tollhaus, Karlsruhe am 14. Juni 2001

- 1991 namenloser, von Brian Eno gestifteter Preis beim ersten Voices of Asia-Festival
- 1996 – Grand Jury Prize von Radio France Internationale im Wettbewerb „Pop and Rock of the East“
- 1997 - 1. Preis für „Dyngyldai“ (Musikvideo) in der Kategorie Low Budget, (Regie Gerd Conradt und Daniela Schulz)
- 1999 „Preis der deutschen Schallplattenkritik“
- 2002 – Preis für die best Club Performance im Genre Ethno-Music, Moskau
- 2002 „BBC Radio 3 Awards for World Music“ in category Asia/Pacific
- 2007 – „Golden Iria“ Preis in der Kategorie „Legends of Siberian Ethno-Music“ bei dem „Sayan Ring“ Festival, Shushenskoye
- 2009 – „Golden Altai“ Preis in der Kategorie Best Singing, World Music Festival in Altai